# Церковь Рождества Христова (Ильинское)
Церковь Рождества Христова — православный храм Наро-Фоминского благочиния Московской епархии, расположенный в деревне Ильинское Наро-Фоминского района Московской области.

## История
Первые известия о церкви в Ильинском относятся к XVI веку.
Современное здание было построено в 1717 году владельцем села капитаном И. П. Слепушкиным. В 1739 году зодчий-самоучка, крестьянин из деревни Ученжа Ярославского уезда (ныне Некрасовского района Ярославской области) Иван Макаров достроил храм. Из сохранившихся документов неясно: то ли изначально, то ли после достройки, церковь, кроме главного, имела в трапезной Покровский и Ильинский приделы.
В 1930-х годах храм закрыли, видимо, никак не использовался, поскольку превратился, практически, в руины.
В 2002 году возвращён церковной общине, была произведена небольшая расчистка, 20 июля 2003 года проведена первая служба, но, фактически, храм находится в крайне разрушенном состоянии и (на 2013 год) не используется.